# Famille Le Pen
La famille Le Pen est une famille française qui a donné au paysage politique français et européen des parlementaires, majoritairement membres du principal parti d'extrême droite français, le Rassemblement National (RN) (nommé Front national (FN) jusqu'au 1er juin 2018), représentée par Jean-Marie Le Pen et sa fille Marine Le Pen.
Elle est éteinte en ligne masculine depuis la mort de Jean-Marie Le Pen en 2025 et compte trois femmes.
La famille comprend aussi ou a compris pendant un temps des membres par alliance, également personnalités politiques : Philippe Olivier, Samuel Maréchal, Louis Aliot, Vincenzo Sofo et Jordan Bardella.
Marion Maréchal qui use du nom Le Pen jusqu'en 2018 est issue en ligne féminine de la famille, étant la fille de Yann Le Pen.

## Historique
La famille Le Pen est originaire de Bubry en Bretagne où elle est connue depuis le XVIIIe siècle.
Elle connaît une notoriété nationale en France depuis la carrière politique de Jean-Marie Le Pen, fils d'un patron-pêcheur, ancien combattant et conseiller municipal de La Trinité-sur-Mer, petite commune littorale du Morbihan. Il débute en politique comme député du département de la Seine en 1956 puis est choisi en 1972 comme président du Front national, parti politique qui vient de se créer à l'initiative du mouvement nationaliste Ordre nouveau. Il se présente cinq fois à l'élection présidentielle entre 1974 et 2007. S'il n'est jamais parvenu à se faire élire, il parvient cependant à se qualifier au second tour de l'élection présidentielle de 2002, s'inclinant toutefois face à Jacques Chirac, alors président sortant briguant un second mandat, qui est réélu avec plus de 80 % des suffrages exprimés.
L'une des trois filles de Jean-Marie Le Pen, Marine Le Pen, lui succède à la tête du parti en 2011 à l'occasion du XIVe congrès du FN à Tours (Indre-et-Loire), récoltant les deux tiers des voix des adhérents face à Bruno Gollnisch. Le Front change de nom en 2018 et devient le Rassemblement national. Marine Le Pen se présente trois fois à l'élection présidentielle en 2012, 2017 et 2022. Elle parvient à se qualifier au second tour lors des scrutins de 2017 et 2022, réunissant respectivement 33 puis 41 % des suffrages exprimés au second tour, les deux fois face à Emmanuel Macron, candidat de La République en marche, parti qu'il a fondé en 2016 et devenu Renaissance en 2022.
L'une des petites-filles de Jean-Marie Le Pen et nièce de Marine Le Pen, Marion Maréchal, dite un temps Marion Maréchal-Le Pen, devient la plus jeune députée de France à la suite de son élection dans la 3e circonscription de Vaucluse lors des élections législatives de 2012. Elle fonde avec Thibaut Monnier en 2018 à Lyon l'Institut des sciences sociales, économiques et politiques (Issep), son école privée d'enseignement supérieur. Elle quitte le Rassemblement national en 2019 pour se concentrer sur ses activités professionnelles. En mars 2022, elle rejoint le parti Reconquête, fondé un an auparavant par le journaliste et écrivain Éric Zemmour, en vue de soutenir la candidature de ce dernier à l'élection présidentielle de 2022. Lors des élections législatives 2024, elle quitte Reconquête pour soutenir le RN et la candidature de Jordan Bardella au poste de Premier ministre et obtient 3 députés. Elle fonde la même année, son parti Identité Libertés.
Jordan Bardella succède à Marine Le Pen à la présidence du Rassemblement national en 2022 lors du XVIIIe congrès du parti, recueillant plus de 80 % des voix des adhérents face à Louis Aliot, alors maire de Perpignan et ancien compagnon de Marine Le Pen. De 2020 à 2024, Jordan Bardella a été le compagnon de Nolwenn Olivier, fille de Philippe Olivier et Marie-Caroline Le Pen (sœur de Marine Le Pen), et également petite-fille de Jean-Marie Le Pen. Il est député européen depuis 2019, président du RN et tête de liste de ce parti aux élections européennes de 2019 et de 2024.

## Quelques portraits

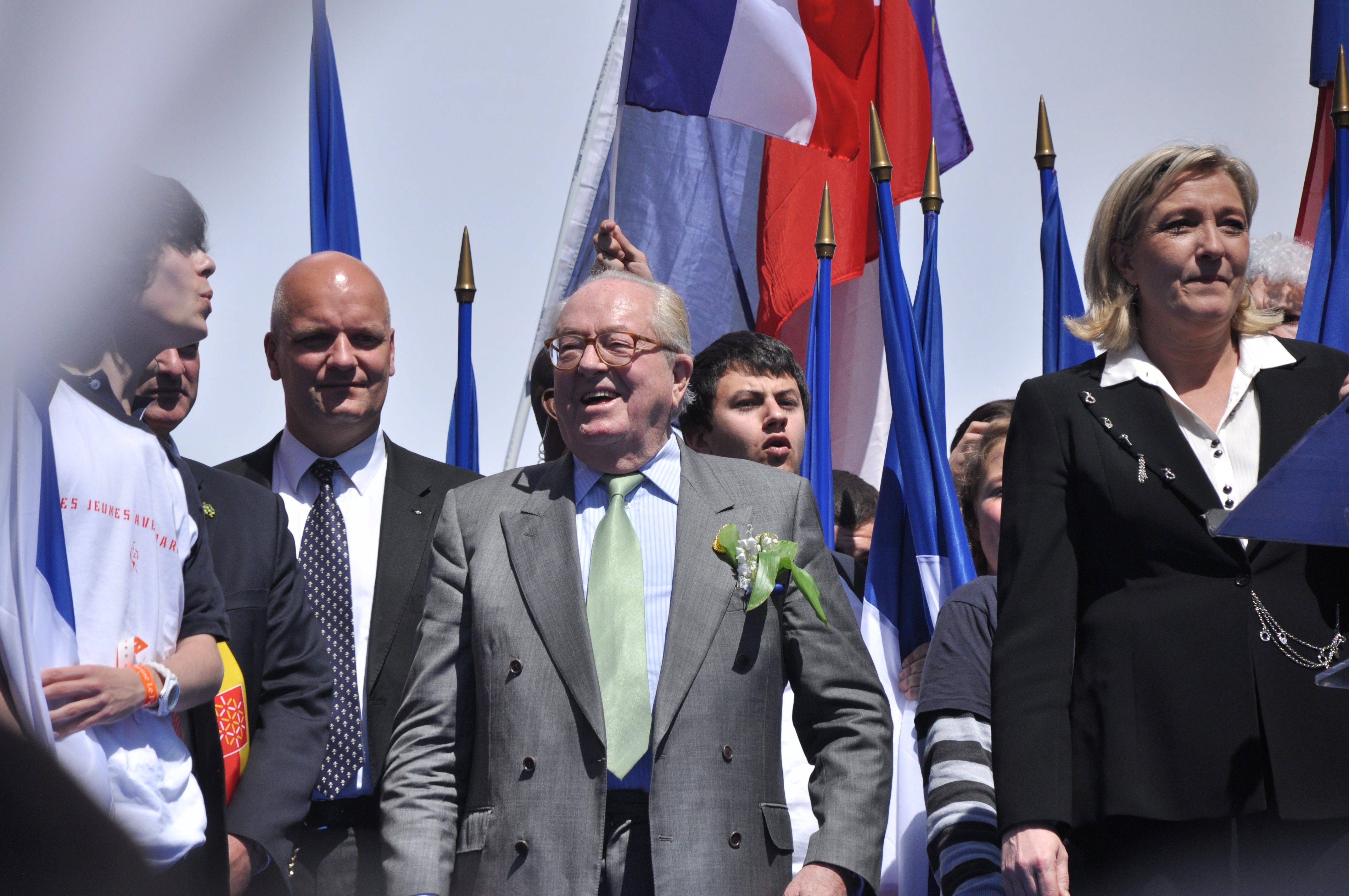
Jean-Marie Le Pen aux côtés de sa fille Marine lors d'un meeting devant l'Opéra Garnier, se tenant en pleine campagne de l'entre-deux tours de la présidentielle de 2012.
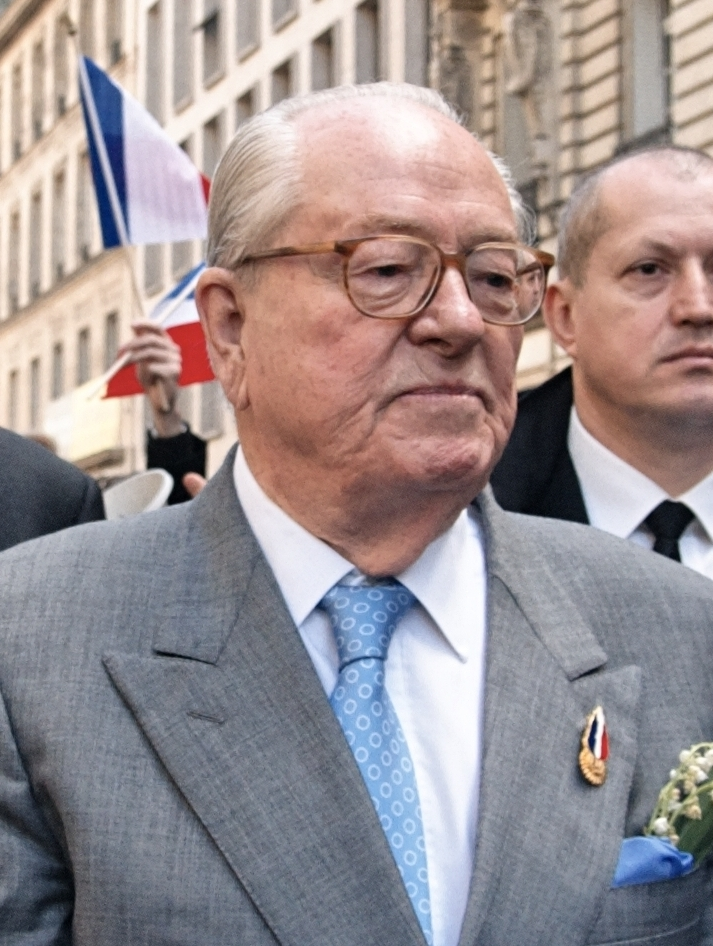
Jean-Marie Le Pen (1928-2025) homme politique, fondateur du Front national.
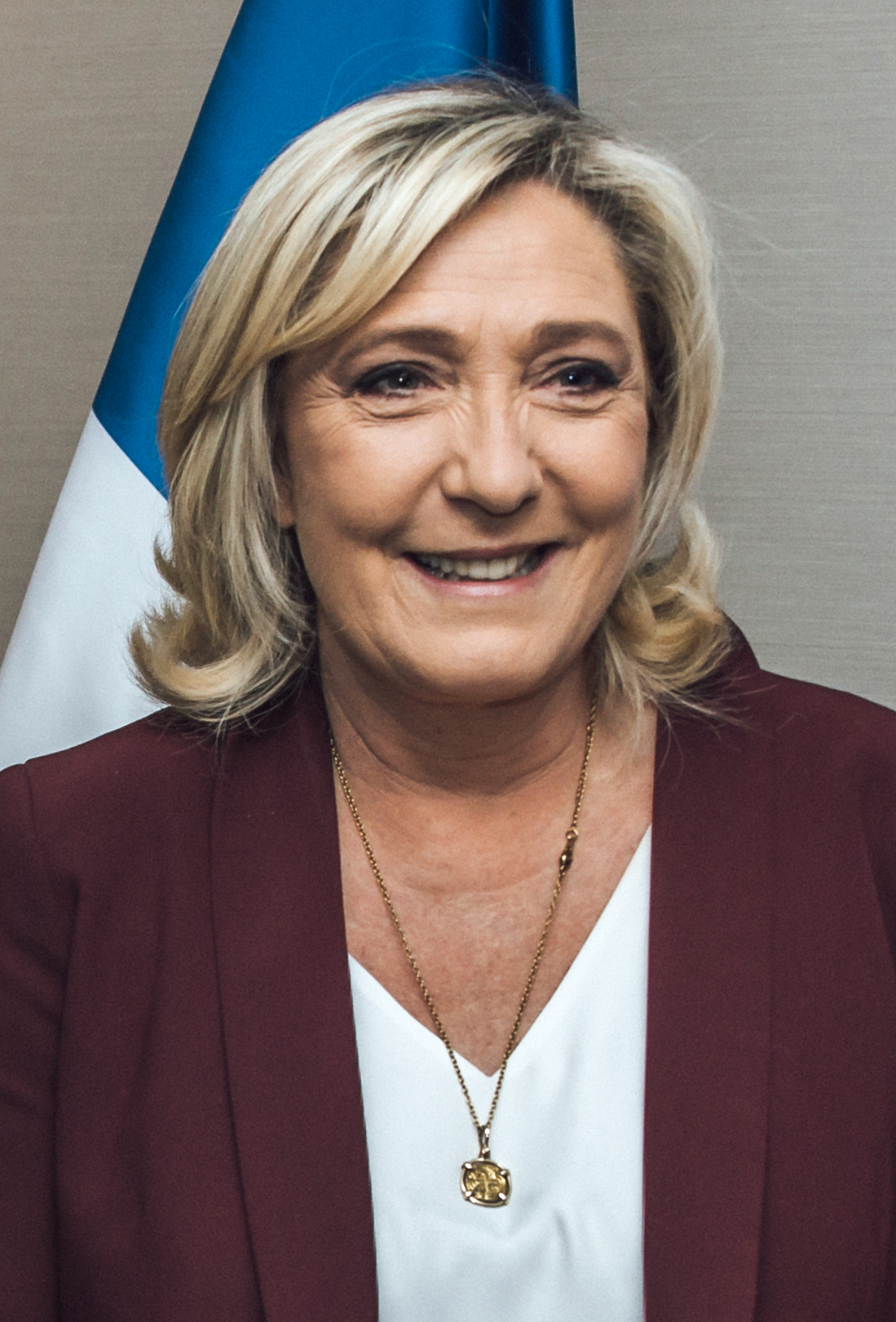
Marine Le Pen (1968) avocate et femme politique.
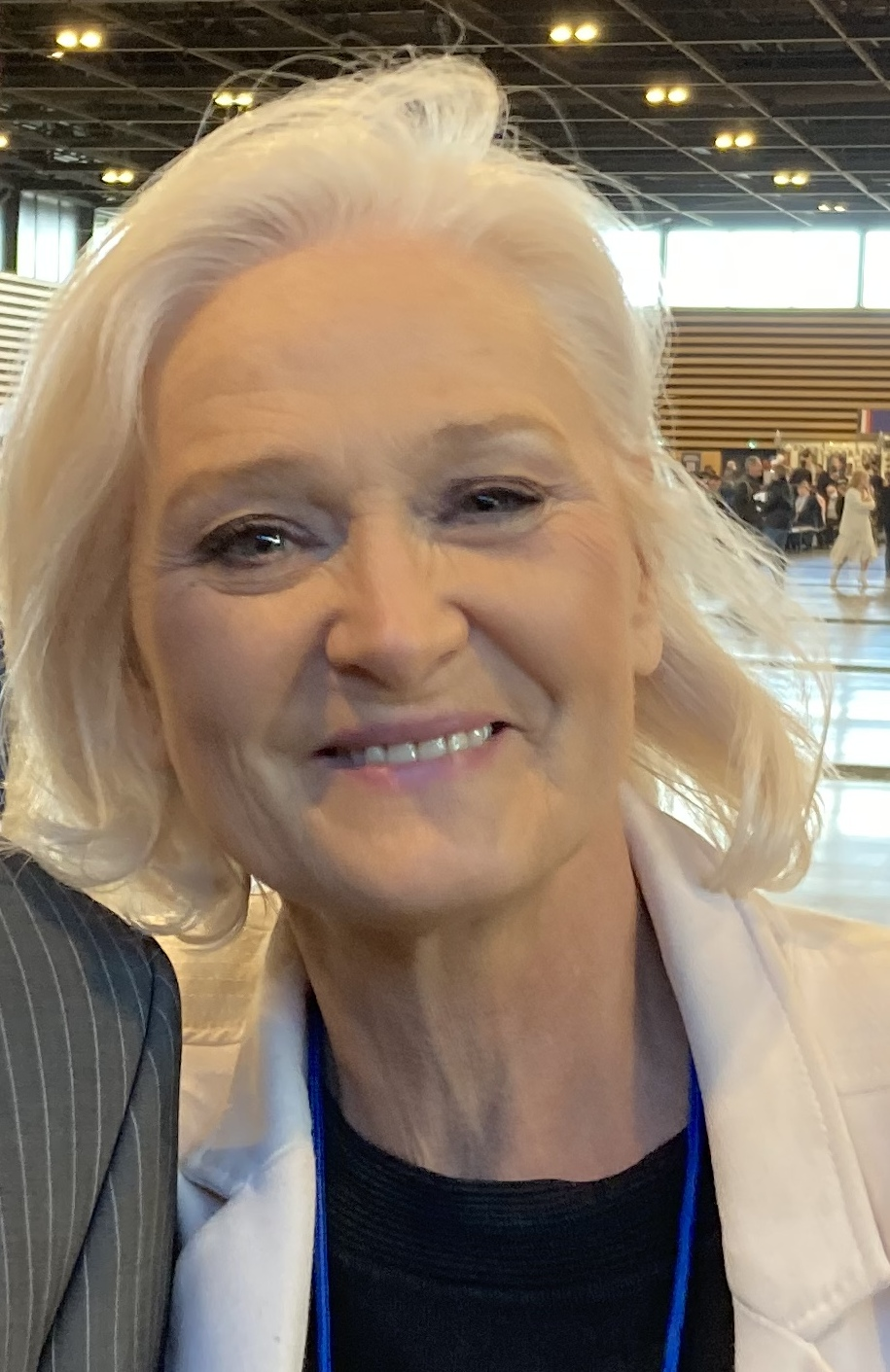
Marie-Caroline Le Pen (1960) femme politique, conseillère régional d'Île-de-France.
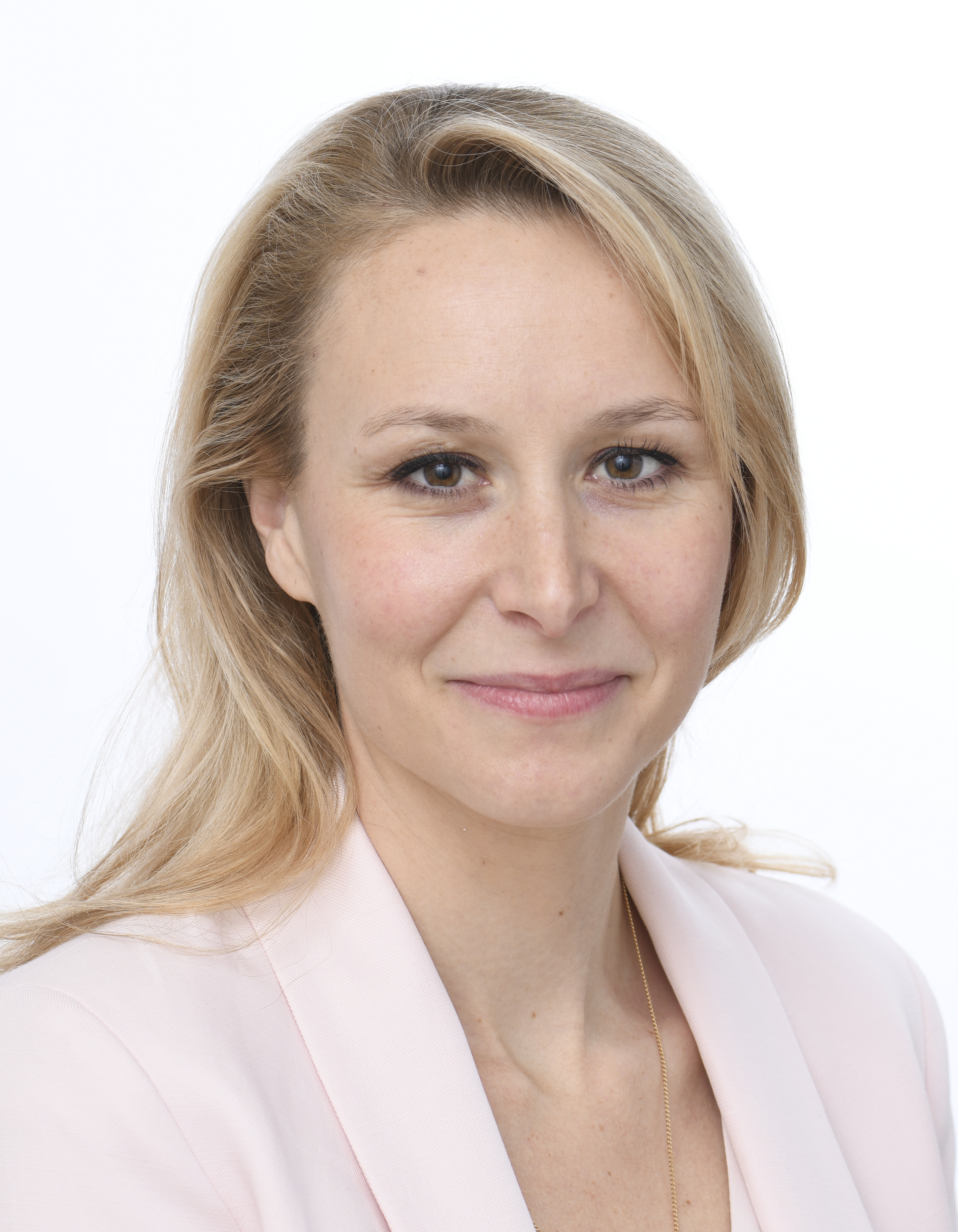
Marion Maréchal-Le Pen (1989) femme politique.

## Liens de filiation entre les personnalités notoires
- Jean Marie Le Pen (29/09/1901 à La Trinité-sur-Mer – 22/08/1942 en mer, à bord de La Persévérance), patron pêcheur, président de l'association des anciens combattants, conseiller municipal de La Trinité-sur-Mer
+ (20/04/1927 à Locmariaquer) Anne-Marie Hervé (22/01/1904 à Locmariaquer – 03/05/1965 à La Trinité-sur-Mer), couturière.
  - Jean-Marie Le Pen (20/06/1928 à La Trinité-sur-Mer – 07/01/2025 à Garches), éditeur, homme politique, député, président du Front national, député européen
+ (1) (29/06/1960 à 8e arrondissement de Paris – divorce 18/03/1987) Pierrette Lalanne (10/09/1935 à Aire-sur-l'Adour), mannequin
+ (2) (civ. 31/05/1991 à Rueil-Malmaison et rel. 16/01/2021 à Rueil-Malmaison) Jeannine Marie Louise Paschos (17/06/1932 à Nice), présidente de l'association SOS Enfants d'Irak.
    - (de 1) Marie-Caroline Le Pen (23/01/1960 à Neuilly-sur-Seine), agent immobilier, conseillère régionale d'Île-de-France
+ (1) (civ. 23/03/1987 à La Trinité-sur-Mer  et rel. 27/06/1987 à La Trinité-sur-Mer – divorce 28/11/1991 à Nanterre) Jean-Pierre Hugues Raymond Gendron (09/05/1953 à Lille) 
+ (2) (26/11/1999 à Suresnes) Philippe Olivier (30/08/1961 à Juvisy-sur-Orge), juriste, conseiller régional d'Île-de-France, conseiller municipal de Maisons-Alfort, conseiller municipal de Draveil, député européen.
      - (de 1) Quentin Gendron (avril 1988).
      - (de 2) Nolwenn Olivier (16/02/1999 à Rueil-Malmaison)
+ (concubinage 2020-2024) Jordan Bardella (13/09/1995 à Drancy), Président du Rassemblement national, ancien conseiller régional d'Île-de-France, député européen.
      - (de 2) Pierre Olivier (09/05/2000 à Rueil-Malmaison).

    - (de 1) Yann Le Pen (18/11/1963 à Neuilly-sur-Seine), directrice d'agence
+ (1) (civ. 27/03/1987 à Saint-Cloud et rel. 28/03/1987 à Saint-Cloud – divorce) Didier Zink (20/11/1950 à Rabat)
+ (2) (concubinage 1989) Roger Auque (11/01/1956 à Roubaix – 08/09/2014 à Paris)
+ (3) (22 janvier 1993 à Saint-Cloud – divorce 05/01/2006 à Nanterre) Samuel Maréchal (20/09/1967 à Jouy (Eure-et-Loir)), homme politique[2].
      - (de 2) Marion Jeanne Caroline Maréchal-Le Pen (10/12/1989 à Saint-Germain-en-Laye), députée, conseillère régionale de Provence-Alpes-Côte d'Azur
+ (1) (29/07/2014 à Saint-Cloud – divorce 24/06/2016) Matthieu Decosse (09/09/1983 au Mans), chef d'entreprise dans l'événementiel
+ (2) (civ. et rel. 11/09/2021 à Saint-Cloud) Vincenzo Sofo (18/12/1986 à Milan), homme politique italien, député européen[3].
        - (de 1) Olympe Decosse (03/09/2014 à Saint-Cloud).
        - (de 2) Clotilde Sofo (10/06/2022).

      - (de 3) Romain Maréchal (12/10/1993 à Rueil-Malmaison), chargé d'affaires, marié et père de deux enfants.
      - (de 3) Tanguy Maréchal (06/12/1996 à Rueil-Malmaison), chef d'entreprise.

    - (de 1) « Marine » Marion Anne Perrine Le Pen (05/08/1968 à Neuilly-sur-Seine), avocate, conseillère régionale d'Île-de-France, conseillère régionale du Nord-Pas-de-Calais, députée européenne, présidente du Rassemblement national, conseillère régionale des Hauts-de-France, députée
+ (1) (concubinage 1984) Lorrain Bernard de Saint-Affrique (05/11/1952 à Neuilly-sur-Seine), journaliste, conseiller régional du Languedoc-Roussillon, responsable de la communication de Jean-Marie Le Pen
+ (2) (civ. et rel. 07/06/1997 à Saint-Cloud – divorce avril 2000) Franck Chauffroy (20/10/1969 à 20e arrondissement de Paris), dirigeant d'entreprise ayant travaillé pour le Front national
+ (3) (18/12/2002 à Saint-Cloud – divorce 23/06/2006 à Nanterre) Éric Iorio (31/01/1964 à Verdun), ancien secrétaire national du Front national aux élections
+ (4) (concubinage 2009-2019) Louis Aliot (04/09/1969 à Ax-les-Thermes), professeur de droit, avocat, conseiller régional de Midi-Pyrénées, secrétaire général du Front national, conseiller régional du Languedoc-Roussillon, vice-président du Front national, député européen, député, conseiller municipal puis maire de Perpignan.
      - (de 2) Jehanne Chauffroy (25/06/1998 à Rueil-Malmaison).
      - (de 2) Louis Chauffroy (07/04/1999 à Rueil-Malmaison).
      - (de 2) Mathilde Chauffroy (07/04/1999 à Rueil-Malmaison)
+ (civ. 25/08/2023 à La Trinité-sur-Mer et rel. 26/08/2023 à La Trinité-sur-Mer) Matthieu Parent.
        - Charles Parent (mars 2024).

|                        |                        |                        |                        |                        |                        |  |  |                         |                         |                         |                         |                         |                         |  |  |                              |                              |                              |                              |                              |                              |  |  |                         |                         |                         |                         |                         |                         |                       |                       |                         |                         |                         |                         |                         |                         |                      |                      |                      |                      |                          |                          |                          |                          | Jean Le Pen (1901-1942)  | Jean Le Pen (1901-1942)  | Jean Le Pen (1901-1942) | Jean Le Pen (1901-1942) | Jean Le Pen (1901-1942)       | Jean Le Pen (1901-1942)       |                               |                               | Anne-Marie Hervé (1904-1965)  | Anne-Marie Hervé (1904-1965)  | Anne-Marie Hervé (1904-1965) | Anne-Marie Hervé (1904-1965) | Anne-Marie Hervé (1904-1965) | Anne-Marie Hervé (1904-1965) |                        |                        |                     |                     |                          |                          |                          |                          |                          |                          |                  |                  |                        |                        |                        |                        |                        |                        |                      |                      |                           |                           |                           |                           |                           |                           |                    |                    |                    |                    |
|                        |                        |                        |                        |                        |                        |  |  |                         |                         |                         |                         |                         |                         |  |  |                              |                              |                              |                              |                              |                              |  |  |                         |                         |                         |                         |                         |                         |                       |                       |                         |                         |                         |                         |                         |                         |                      |                      |                      |                      |                          |                          |                          |                          | Jean Le Pen (1901-1942)  | Jean Le Pen (1901-1942)  | Jean Le Pen (1901-1942) | Jean Le Pen (1901-1942) | Jean Le Pen (1901-1942)       | Jean Le Pen (1901-1942)       |                               |                               | Anne-Marie Hervé (1904-1965)  | Anne-Marie Hervé (1904-1965)  | Anne-Marie Hervé (1904-1965) | Anne-Marie Hervé (1904-1965) | Anne-Marie Hervé (1904-1965) | Anne-Marie Hervé (1904-1965) |                        |                        |                     |                     |                          |                          |                          |                          |                          |                          |                  |                  |                        |                        |                        |                        |                        |                        |                      |                      |                           |                           |                           |                           |                           |                           |                    |                    |                    |                    |
|                        |                        |                        |                        |                        |                        |  |  |                         |                         |                         |                         |                         |                         |  |  |                              |                              |                              |                              |                              |                              |  |  |                         |                         |                         |                         |                         |                         |                       |                       |                         |                         |                         |                         |                         |                         |                      |                      |                      |                      |                          |                          |                          |                          |                          |                          |                         |                         |                               |                               |                               |                               |                               |                               |                              |                              |                              |                              |                        |                        |                     |                     |                          |                          |                          |                          |                          |                          |                  |                  |                        |                        |                        |                        |                        |                        |                      |                      |                           |                           |                           |                           |                           |                           |                    |                    |                    |                    |
|                        |                        |                        |                        |                        |                        |  |  |                         |                         |                         |                         |                         |                         |  |  |                              |                              |                              |                              |                              |                              |  |  |                         |                         |                         |                         |                         |                         |                       |                       |                         |                         |                         |                         |                         |                         |                      |                      |                      |                      | Pierrette Lalanne (1935) | Pierrette Lalanne (1935) | Pierrette Lalanne (1935) | Pierrette Lalanne (1935) | Pierrette Lalanne (1935) | Pierrette Lalanne (1935) |                         |                         | Jean-Marie Le Pen (1928-2025) | Jean-Marie Le Pen (1928-2025) | Jean-Marie Le Pen (1928-2025) | Jean-Marie Le Pen (1928-2025) | Jean-Marie Le Pen (1928-2025) | Jean-Marie Le Pen (1928-2025) |                              |                              | Jany Paschos (1932)          | Jany Paschos (1932)          | Jany Paschos (1932)    | Jany Paschos (1932)    | Jany Paschos (1932) | Jany Paschos (1932) |                          |                          |                          |                          |                          |                          |                  |                  |                        |                        |                        |                        |                        |                        |                      |                      |                           |                           |                           |                           |                           |                           |                    |                    |                    |                    |
|                        |                        |                        |                        |                        |                        |  |  |                         |                         |                         |                         |                         |                         |  |  |                              |                              |                              |                              |                              |                              |  |  |                         |                         |                         |                         |                         |                         |                       |                       |                         |                         |                         |                         |                         |                         |                      |                      |                      |                      | Pierrette Lalanne (1935) | Pierrette Lalanne (1935) | Pierrette Lalanne (1935) | Pierrette Lalanne (1935) | Pierrette Lalanne (1935) | Pierrette Lalanne (1935) |                         |                         | Jean-Marie Le Pen (1928-2025) | Jean-Marie Le Pen (1928-2025) | Jean-Marie Le Pen (1928-2025) | Jean-Marie Le Pen (1928-2025) | Jean-Marie Le Pen (1928-2025) | Jean-Marie Le Pen (1928-2025) |                              |                              | Jany Paschos (1932)          | Jany Paschos (1932)          | Jany Paschos (1932)    | Jany Paschos (1932)    | Jany Paschos (1932) | Jany Paschos (1932) |                          |                          |                          |                          |                          |                          |                  |                  |                        |                        |                        |                        |                        |                        |                      |                      |                           |                           |                           |                           |                           |                           |                    |                    |                    |                    |
|                        |                        |                        |                        |                        |                        |  |  |                         |                         |                         |                         |                         |                         |  |  |                              |                              |                              |                              |                              |                              |  |  |                         |                         |                         |                         |                         |                         |                       |                       |                         |                         |                         |                         |                         |                         |                      |                      |                      |                      |                          |                          |                          |                          |                          |                          |                         |                         |                               |                               |                               |                               |                               |                               |                              |                              |                              |                              |                        |                        |                     |                     |                          |                          |                          |                          |                          |                          |                  |                  |                        |                        |                        |                        |                        |                        |                      |                      |                           |                           |                           |                           |                           |                           |                    |                    |                    |                    |
|                        |                        |                        |                        |                        |                        |  |  |                         |                         |                         |                         |                         |                         |  |  |                              |                              |                              |                              |                              |                              |  |  |                         |                         |                         |                         |                         |                         |                       |                       |                         |                         |                         |                         |                         |                         |                      |                      |                      |                      |                          |                          |                          |                          |                          |                          |                         |                         |                               |                               |                               |                               |                               |                               |                              |                              |                              |                              |                        |                        |                     |                     |                          |                          |                          |                          |                          |                          |                  |                  |                        |                        |                        |                        |                        |                        |                      |                      |                           |                           |                           |                           |                           |                           |                    |                    |                    |                    |
|                        |                        |                        |                        |                        |                        |  |  | Philippe Olivier (1961) | Philippe Olivier (1961) | Philippe Olivier (1961) | Philippe Olivier (1961) | Philippe Olivier (1961) | Philippe Olivier (1961) |  |  | Marie-Caroline Le Pen (1960) | Marie-Caroline Le Pen (1960) | Marie-Caroline Le Pen (1960) | Marie-Caroline Le Pen (1960) | Marie-Caroline Le Pen (1960) | Marie-Caroline Le Pen (1960) |  |  |                         |                         |                         |                         |                         |                         |                       |                       | Roger Auque (1956-2014) | Roger Auque (1956-2014) | Roger Auque (1956-2014) | Roger Auque (1956-2014) | Roger Auque (1956-2014) | Roger Auque (1956-2014) |                      |                      | Yann Le Pen (1963)   | Yann Le Pen (1963)   | Yann Le Pen (1963)       | Yann Le Pen (1963)       | Yann Le Pen (1963)       | Yann Le Pen (1963)       |                          |                          | Samuel Maréchal (1967)  | Samuel Maréchal (1967)  | Samuel Maréchal (1967)        | Samuel Maréchal (1967)        | Samuel Maréchal (1967)        | Samuel Maréchal (1967)        |                               |                               |                              |                              |                              |                              |                        |                        |                     |                     |                          |                          |                          |                          | Franck Chauffroy         | Franck Chauffroy         | Franck Chauffroy | Franck Chauffroy | Franck Chauffroy       | Franck Chauffroy       |                        |                        | Marine Le Pen (1968)   | Marine Le Pen (1968)   | Marine Le Pen (1968) | Marine Le Pen (1968) | Marine Le Pen (1968)      | Marine Le Pen (1968)      |                           |                           | Louis Aliot (1969)        | Louis Aliot (1969)        | Louis Aliot (1969) | Louis Aliot (1969) | Louis Aliot (1969) | Louis Aliot (1969) |
|                        |                        |                        |                        |                        |                        |  |  | Philippe Olivier (1961) | Philippe Olivier (1961) | Philippe Olivier (1961) | Philippe Olivier (1961) | Philippe Olivier (1961) | Philippe Olivier (1961) |  |  | Marie-Caroline Le Pen (1960) | Marie-Caroline Le Pen (1960) | Marie-Caroline Le Pen (1960) | Marie-Caroline Le Pen (1960) | Marie-Caroline Le Pen (1960) | Marie-Caroline Le Pen (1960) |  |  |                         |                         |                         |                         |                         |                         |                       |                       | Roger Auque (1956-2014) | Roger Auque (1956-2014) | Roger Auque (1956-2014) | Roger Auque (1956-2014) | Roger Auque (1956-2014) | Roger Auque (1956-2014) |                      |                      | Yann Le Pen (1963)   | Yann Le Pen (1963)   | Yann Le Pen (1963)       | Yann Le Pen (1963)       | Yann Le Pen (1963)       | Yann Le Pen (1963)       |                          |                          | Samuel Maréchal (1967)  | Samuel Maréchal (1967)  | Samuel Maréchal (1967)        | Samuel Maréchal (1967)        | Samuel Maréchal (1967)        | Samuel Maréchal (1967)        |                               |                               |                              |                              |                              |                              |                        |                        |                     |                     |                          |                          |                          |                          | Franck Chauffroy         | Franck Chauffroy         | Franck Chauffroy | Franck Chauffroy | Franck Chauffroy       | Franck Chauffroy       |                        |                        | Marine Le Pen (1968)   | Marine Le Pen (1968)   | Marine Le Pen (1968) | Marine Le Pen (1968) | Marine Le Pen (1968)      | Marine Le Pen (1968)      |                           |                           | Louis Aliot (1969)        | Louis Aliot (1969)        | Louis Aliot (1969) | Louis Aliot (1969) | Louis Aliot (1969) | Louis Aliot (1969) |
|                        |                        |                        |                        |                        |                        |  |  |                         |                         |                         |                         |                         |                         |  |  |                              |                              |                              |                              |                              |                              |  |  |                         |                         |                         |                         |                         |                         |                       |                       |                         |                         |                         |                         |                         |                         |                      |                      |                      |                      |                          |                          |                          |                          |                          |                          |                         |                         |                               |                               |                               |                               |                               |                               |                              |                              |                              |                              |                        |                        |                     |                     |                          |                          |                          |                          |                          |                          |                  |                  |                        |                        |                        |                        |                        |                        |                      |                      |                           |                           |                           |                           |                           |                           |                    |                    |                    |                    |
|                        |                        |                        |                        |                        |                        |  |  |                         |                         |                         |                         |                         |                         |  |  |                              |                              |                              |                              |                              |                              |  |  |                         |                         |                         |                         |                         |                         |                       |                       |                         |                         |                         |                         |                         |                         |                      |                      |                      |                      |                          |                          |                          |                          |                          |                          |                         |                         |                               |                               |                               |                               |                               |                               |                              |                              |                              |                              |                        |                        |                     |                     |                          |                          |                          |                          |                          |                          |                  |                  |                        |                        |                        |                        |                        |                        |                      |                      |                           |                           |                           |                           |                           |                           |                    |                    |                    |                    |
| Jordan Bardella (1995) | Jordan Bardella (1995) | Jordan Bardella (1995) | Jordan Bardella (1995) | Jordan Bardella (1995) | Jordan Bardella (1995) |  |  | Nolwenn Olivier         | Nolwenn Olivier         | Nolwenn Olivier         | Nolwenn Olivier         | Nolwenn Olivier         | Nolwenn Olivier         |  |  | Pierre Olivier               | Pierre Olivier               | Pierre Olivier               | Pierre Olivier               | Pierre Olivier               | Pierre Olivier               |  |  | Matthieu Decosse (1983) | Matthieu Decosse (1983) | Matthieu Decosse (1983) | Matthieu Decosse (1983) | Matthieu Decosse (1983) | Matthieu Decosse (1983) |                       |                       | Marion Maréchal (1989)  | Marion Maréchal (1989)  | Marion Maréchal (1989)  | Marion Maréchal (1989)  | Marion Maréchal (1989)  | Marion Maréchal (1989)  |                      |                      | Vincenzo Sofo (1986) | Vincenzo Sofo (1986) | Vincenzo Sofo (1986)     | Vincenzo Sofo (1986)     | Vincenzo Sofo (1986)     | Vincenzo Sofo (1986)     |                          |                          | Romain Maréchal (1993)  | Romain Maréchal (1993)  | Romain Maréchal (1993)        | Romain Maréchal (1993)        | Romain Maréchal (1993)        | Romain Maréchal (1993)        |                               |                               | Tanguy Maréchal (1996)       | Tanguy Maréchal (1996)       | Tanguy Maréchal (1996)       | Tanguy Maréchal (1996)       | Tanguy Maréchal (1996) | Tanguy Maréchal (1996) |                     |                     | Jehanne Chauffroy (1998) | Jehanne Chauffroy (1998) | Jehanne Chauffroy (1998) | Jehanne Chauffroy (1998) | Jehanne Chauffroy (1998) | Jehanne Chauffroy (1998) |                  |                  | Louis Chauffroy (1999) | Louis Chauffroy (1999) | Louis Chauffroy (1999) | Louis Chauffroy (1999) | Louis Chauffroy (1999) | Louis Chauffroy (1999) |                      |                      | Mathilde Chauffroy (1999) | Mathilde Chauffroy (1999) | Mathilde Chauffroy (1999) | Mathilde Chauffroy (1999) | Mathilde Chauffroy (1999) | Mathilde Chauffroy (1999) |                    |                    |                    |                    |
| Jordan Bardella (1995) | Jordan Bardella (1995) | Jordan Bardella (1995) | Jordan Bardella (1995) | Jordan Bardella (1995) | Jordan Bardella (1995) |  |  | Nolwenn Olivier         | Nolwenn Olivier         | Nolwenn Olivier         | Nolwenn Olivier         | Nolwenn Olivier         | Nolwenn Olivier         |  |  | Pierre Olivier               | Pierre Olivier               | Pierre Olivier               | Pierre Olivier               | Pierre Olivier               | Pierre Olivier               |  |  | Matthieu Decosse (1983) | Matthieu Decosse (1983) | Matthieu Decosse (1983) | Matthieu Decosse (1983) | Matthieu Decosse (1983) | Matthieu Decosse (1983) |                       |                       | Marion Maréchal (1989)  | Marion Maréchal (1989)  | Marion Maréchal (1989)  | Marion Maréchal (1989)  | Marion Maréchal (1989)  | Marion Maréchal (1989)  |                      |                      | Vincenzo Sofo (1986) | Vincenzo Sofo (1986) | Vincenzo Sofo (1986)     | Vincenzo Sofo (1986)     | Vincenzo Sofo (1986)     | Vincenzo Sofo (1986)     |                          |                          | Romain Maréchal (1993)  | Romain Maréchal (1993)  | Romain Maréchal (1993)        | Romain Maréchal (1993)        | Romain Maréchal (1993)        | Romain Maréchal (1993)        |                               |                               | Tanguy Maréchal (1996)       | Tanguy Maréchal (1996)       | Tanguy Maréchal (1996)       | Tanguy Maréchal (1996)       | Tanguy Maréchal (1996) | Tanguy Maréchal (1996) |                     |                     | Jehanne Chauffroy (1998) | Jehanne Chauffroy (1998) | Jehanne Chauffroy (1998) | Jehanne Chauffroy (1998) | Jehanne Chauffroy (1998) | Jehanne Chauffroy (1998) |                  |                  | Louis Chauffroy (1999) | Louis Chauffroy (1999) | Louis Chauffroy (1999) | Louis Chauffroy (1999) | Louis Chauffroy (1999) | Louis Chauffroy (1999) |                      |                      | Mathilde Chauffroy (1999) | Mathilde Chauffroy (1999) | Mathilde Chauffroy (1999) | Mathilde Chauffroy (1999) | Mathilde Chauffroy (1999) | Mathilde Chauffroy (1999) |                    |                    |                    |                    |
|                        |                        |                        |                        |                        |                        |  |  |                         |                         |                         |                         |                         |                         |  |  |                              |                              |                              |                              |                              |                              |  |  |                         |                         |                         |                         |                         |                         |                       |                       |                         |                         |                         |                         |                         |                         |                      |                      |                      |                      |                          |                          |                          |                          |                          |                          |                         |                         |                               |                               |                               |                               |                               |                               |                              |                              |                              |                              |                        |                        |                     |                     |                          |                          |                          |                          |                          |                          |                  |                  |                        |                        |                        |                        |                        |                        |                      |                      |                           |                           |                           |                           |                           |                           |                    |                    |                    |                    |
|                        |                        |                        |                        |                        |                        |  |  |                         |                         |                         |                         |                         |                         |  |  |                              |                              |                              |                              |                              |                              |  |  |                         |                         |                         |                         | Olympe Decosse (2014)   | Olympe Decosse (2014)   | Olympe Decosse (2014) | Olympe Decosse (2014) | Olympe Decosse (2014)   | Olympe Decosse (2014)   |                         |                         | Clotilde Sofo (2022)    | Clotilde Sofo (2022)    | Clotilde Sofo (2022) | Clotilde Sofo (2022) | Clotilde Sofo (2022) | Clotilde Sofo (2022) |                          |                          |                          |                          |                          |                          |                         |                         |                               |                               |                               |                               |                               |                               |                              |                              |                              |                              |                        |                        |                     |                     |                          |                          |                          |                          |                          |                          |                  |                  |                        |                        |                        |                        |                        |                        |                      |                      |                           |                           |                           |                           |                           |                           |                    |                    |                    |                    |

## Pour approfondir

### Dans la culture populaire
Des membres de la famille Le Pen ont régulièrement été associés à des références à la culture populaire et relevés par les médias. En 2017, Marine Le Pen a été mise en scène, selon les médias, dans un clip à succès inspiré de fictions comme Game of Thrones, House of Cards ou Batman,,,. En 2018, Jean-Marie Le Pen apparaît en Dark Vador pour promouvoir ses mémoires, une initiative également largement relayée dans les médias,,,, et qui a ressurgi lors de son décès en 2025.
En 2017, le rappeur Fianso dédie une chanson parodique à Marion Maréchal.